# Don't Tell Me (canção de Avril Lavigne)
"Don't Tell Me" é uma canção gravada em 2004 pela cantora e compositora canadense Avril Lavigne. Escrita pela própria com a colaboração do ex-guitarrista de sua banda Evan Taubenfeld e produzida por Butch Walker. A faixa foi anunciada como primeiro single do segundo álbum de estúdio da artista, intitulado Under My Skin, e foi lançada em 1 de março de 2004 através da loja digital iTunes Store sob distribuição da extinta gravadora Arista Records. Musicalmente, é uma canção classificada no gênero rock alternativo emocore influenciado pelo post-grunge, cujas letras falam sobre não aceitar pressão sexual por parte de um garoto. Alguns críticos consideram-na um hino feminista. Também fez parte da trilha sonora internacional da 11ª temporada de Malhação.
A canção foi em geral recebida com opiniões mistas pela crítica especializada em música contemporânea, que notaram sua semelhança com trabalhos anteriores da artista, comparando-a ao seu single de estreia "Complicated" (2002) e a canção "I'm With You" (2002), ambos do álbum de estreia da cantora, intitulado Let Go . Após seu lançamento inicial, a faixa conseguiu estabilizar-se em várias paradas musicais pelo mundo. Nos Estados Unidos, alcançou a vigésima segunda posição na Billboard Hot 100. No Brasil, a oitava posição na Brasil Hot 100 Airplay; no Canadá ficou na quinta posição da Canadian Hot 100. Enquanto no Japão teve pico na trigésima quinta posição da Japan Hot 100. O single recebeu certificações de ouro pelas vendas digitais nos Estados Unidos e Austrália.
O videoclipe gravado para "Don't Tell Me" foi produzido durante março de 2004, e filmado em Los Angeles na Califórnia sob a direção de Liz Friedlander. No vídeo, Lavigne interpreta uma jovem abandonada no quarto de seu apartamento pelo namorado; as cenas que se seguem a mostram bagunçando e destruindo coisas no quarto. Em uma das cenas, ela quebra o espelho da cômoda e fere sua mão direita, justificando o uso de uma espécie de luva no decorrer das cenas. No Brasil, o videoclipe foi nomeado ao MTV Video Music Brasil na categoria “Melhor Videoclipe Internacional” no ano de 2004. Para promover o single, a cantora interpretou a canção em várias ocasiões, incluindo no programa Total Request Live transmitido pela MTV, na cerimônia do Juno Awards, no programa canadense MuchMusic, e no festival de música Rock am Ring.

## Antecedentes e composição
No início de março de 2004, ocorreu o lançamento do primeiro single de seu segundo álbum de estúdio nas lojas de vendas digitais iTunes Store e Amazon.com. Na promoção do novo single, Lavigne apresentou-se na Live and by Surprise, uma turnê promocional realizada em shoppings dos Estados Unidos e do Canadá. A turnê começou em 4 de março e passou por 21 cidades americanas e canadenses, onde cada cidade recebeu um show acústico com canções inéditas de seu segundo álbum ainda em pré-lançamento.
Durante uma entrevista para o portal MTV.com, a artista disse o seguinte sobre a composição:
| “ | É sobre ser forte... Há um monte de caras lá fora que só te querem levar pra jantar e, em seguida, é como basicamente ir para casa, e você ‘unhh’. Isso é o como um monte de caras são e eu acho que as meninas precisam ser fortes e não deixar qualquer cara pressiona-las a fazer qualquer coisa. | ” |

"Don't Tell Me" foi escrita por Lavigne aos dezessete anos de idade, quando a artista estava terminando os estudos escolares. Segundo a mesma, existe muita pressão para as meninas de hoje em dia e por isso a canção fala sobre sobre ser forte a pressão sexual, redirecionando essa mensagem ao seu público juvenil feminino. Para o site da MTV, na canção a cantora se apresenta como uma "irmã mais velha que muitas meninas não têm". Em entrevista concedida em 2004 à MTV, a cantora disse que Let Go, seu primeiro álbum de estúdio, mostrava apenas algumas coisas pela qual ela havia passado e que seu trabalho posterior, sob o título de Under My Skin, havia muito mais sobre sua vida. A canção não é inspirada por experiências pessoais, segundo sua intérprete, porém é um hino sobre não ceder à pressão. Em uma publicação o portal de música About.com, citou-a como uma das 10 melhores canções de Lavigne, pois com ela a artista "afirma sua independência e falta de vontade de ceder às exigências de um amante masculino".

## Videoclipe

Lavigne quebra um espelho com as mãos para libertar sua raiva.

O videoclipe de "Do not Tell Me", foi dirigido por Liz Friedlander e filmado em Los Angeles, Califórnia em março de 2004. O clipe conta a história da música. Abre com o namorado de Lavigne saindo de seu apartamento. Ela o segue ao redor da cidade. Durante a ponte da música, seu namorado a vê em muitos lugares ao mesmo tempo, então é óbvio que ele está se sentindo culpado e seus sentimentos estão pesando pesadamente em sua mente. No final do vídeo, ela decide que ela está melhor sem ele e o deixa ir embora.
O clipe foi nomeado para Melhor Vídeo Pop no MTV Video Music Awards de 2004 e ganhou, jogando na cara seu talento para todos.

## Faixas e formatos
"Don't Tell Me" foi disponibilizada para download digital através da iTunes Store no dia 1º de março de 2004.
| Download digital |                                 |         |  |
| N.º              | Título                          | Duração |  |
| 1.               | "Don't Tell Me" (Versão radial) | 3:26    |  |

| CD single Internacional |                                   |         |  |
| N.º                     | Título                            | Duração |  |
| 1.                      | "Don't Tell Me" (Versão radial)   | 3:26    |  |
| 2.                      | "Don't Tell Me" (Versão acústica) | 3:38    |  |
| 3.                      | "Take Me Away"                    | 2:57    |  |
| 4.                      | "Don't Tell Me" (Vídeo musical)   | 3:23    |  |